# Brama Holsztyńska

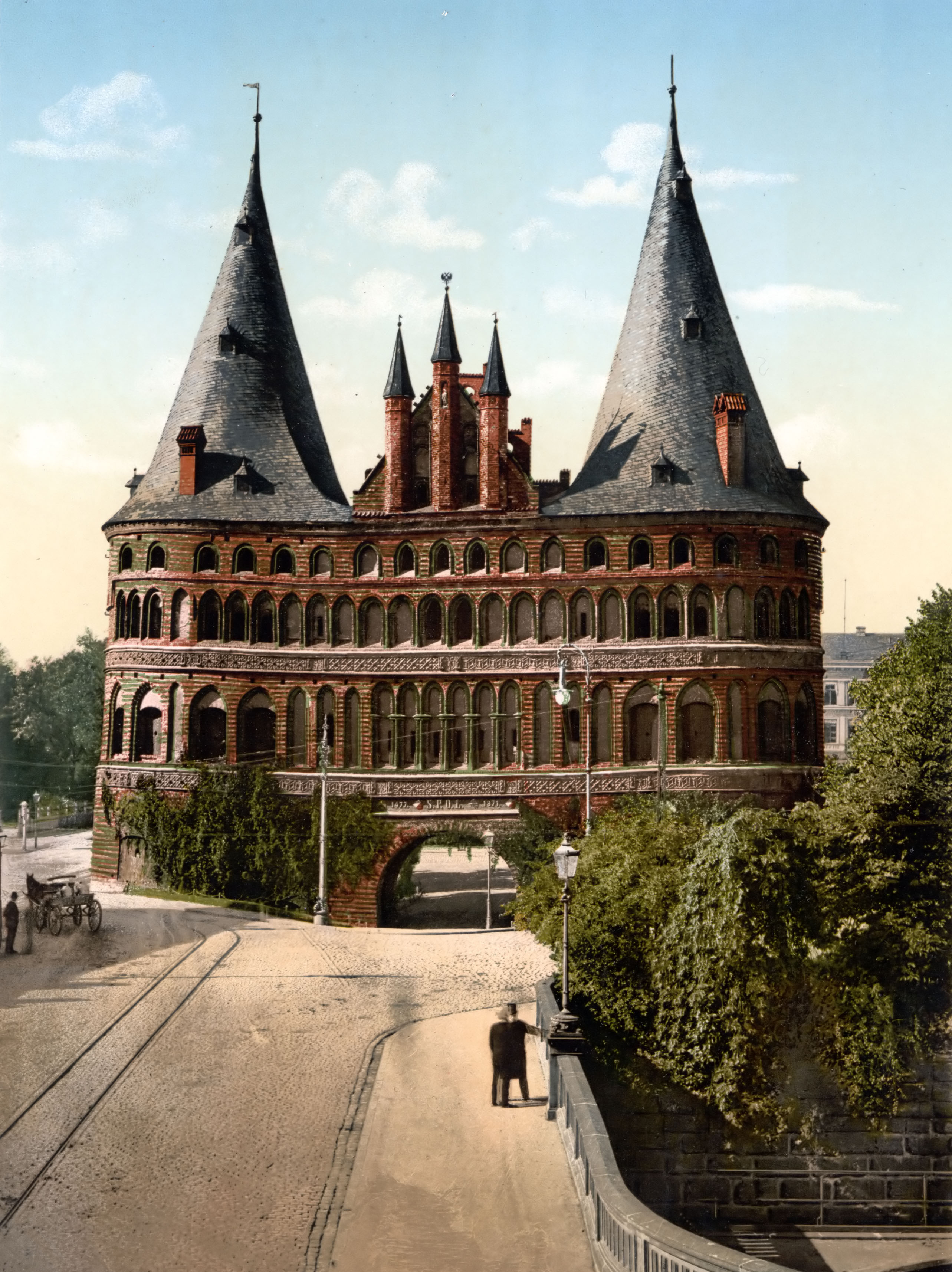
Brama Holsztyńska (niem. „Holstentor”), ok. 1879

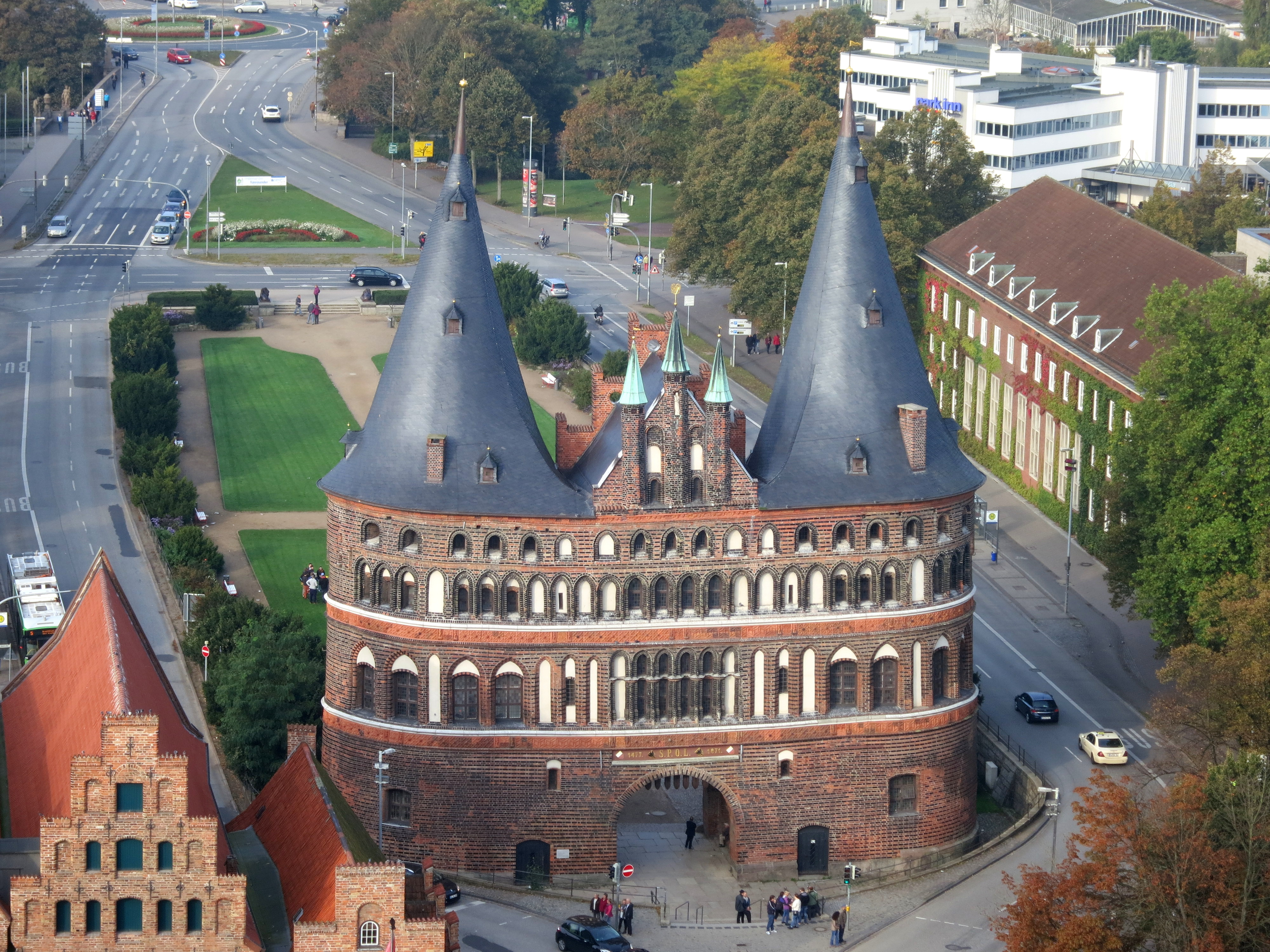
Brama Holsztyńska

Brama Holsztyńska (niem. Holstentor) – zbudowana z cegły brama miejska w Lubece, część średniowiecznych fortyfikacji tego miasta. Od początku XX w. brama jest symbolem Lubeki. Można zauważyć, że jest trochę pochyła. 
Jest jednym z najznamienitszych zabytków lubeckiego hanzeatyckiego Starego Miasta, które w 1987 zostało wpisane na listę dziedzictwa kulturowego UNESCO.

## Architektura
Czterokondygnacyjna brama składa się z dwóch wież: południowej (Südturm) i północnej (Nordturm) oraz łukowatego przejścia pomiędzy nimi. Zachodnia strona bramy, wychodząca na zewnątrz miasta, nazywana jest stroną polną (niem. Feldseite), natomiast strona wschodnia, skierowana do wnętrza miasta, to strona miejska (niem. Stadtseite). Dla patrzących od strony miasta obydwie wieże i przejście tworzą jedną całość. Patrząc na bramę od strony zewnętrznej widać, jak wieże i blok bramy z przejściem wyraźnie odcinają się od siebie.
Wieże stoją w odległości 3,5 metra od przejścia. Każda z nich zwieńczona jest stożkowatym dachem a samo przejście (przejazd) szczytem.

### Przejazd
W przeszłości przejazd zamykano od strony zewnętrznej ogromnymi drzwiami. Brona (opuszczana krata) została zamontowana dopiero w 1934 r. i nie jest elementem oryginalnego wyposażenia bramy. Na podstawie przekazów historycznych wiadomo, że w tym miejscu znajdowały się w przeszłości tzw. organy (tj. belki umieszczone pionowo w bramie, zawieszone na łańcuchach, podnoszone i opuszczane indywidualnie). Pojedyncze opuszczanie belek umożliwiało pozostawienie przejścia dla własnych żołnierzy wycofujących się za mury miasta.

### Inskrypcje
Nad przejazdem, zarówno od strony miejskiej, jak i polnej, znajdują się pamiątkowe inskrypcje. Od strony miasta czytamy: 1477 S.P.Q.L. 1871. Pierwsza data to domniemany rok budowy bramy (prawidłowa data to 1478), druga data wyznacza powstanie II Rzeszy Niemieckiej. Pochodzący z 1871 napis jest inspirowany skrótem rzymskiej formuły S.P.Q.R. (łac. Senatus populusque Romanus, pol. Senat i lud rzymski). S.P.Q.L. miało odpowiadać łacińskiemu Senatus populusque Lubecensis (pol. Senat i lud Lubeki).
Od strony zewnętrznej nad przejściem znajduje się napis następującej treści: Concordia domi foris pax (pol. Zgoda w domu (w kraju), za granicami pokój). Również i ta inskrypcja pochodzi z 1871 i jest skróconą wersją tekstu znajdującego się na wyburzonym przedbramiu: Concordia domi et foris pax sane res est omnium pulcherrima (pol. Zgoda w domu, pokój na zewnątrz są dla wszystkich najlepsze).

### Umocnienia

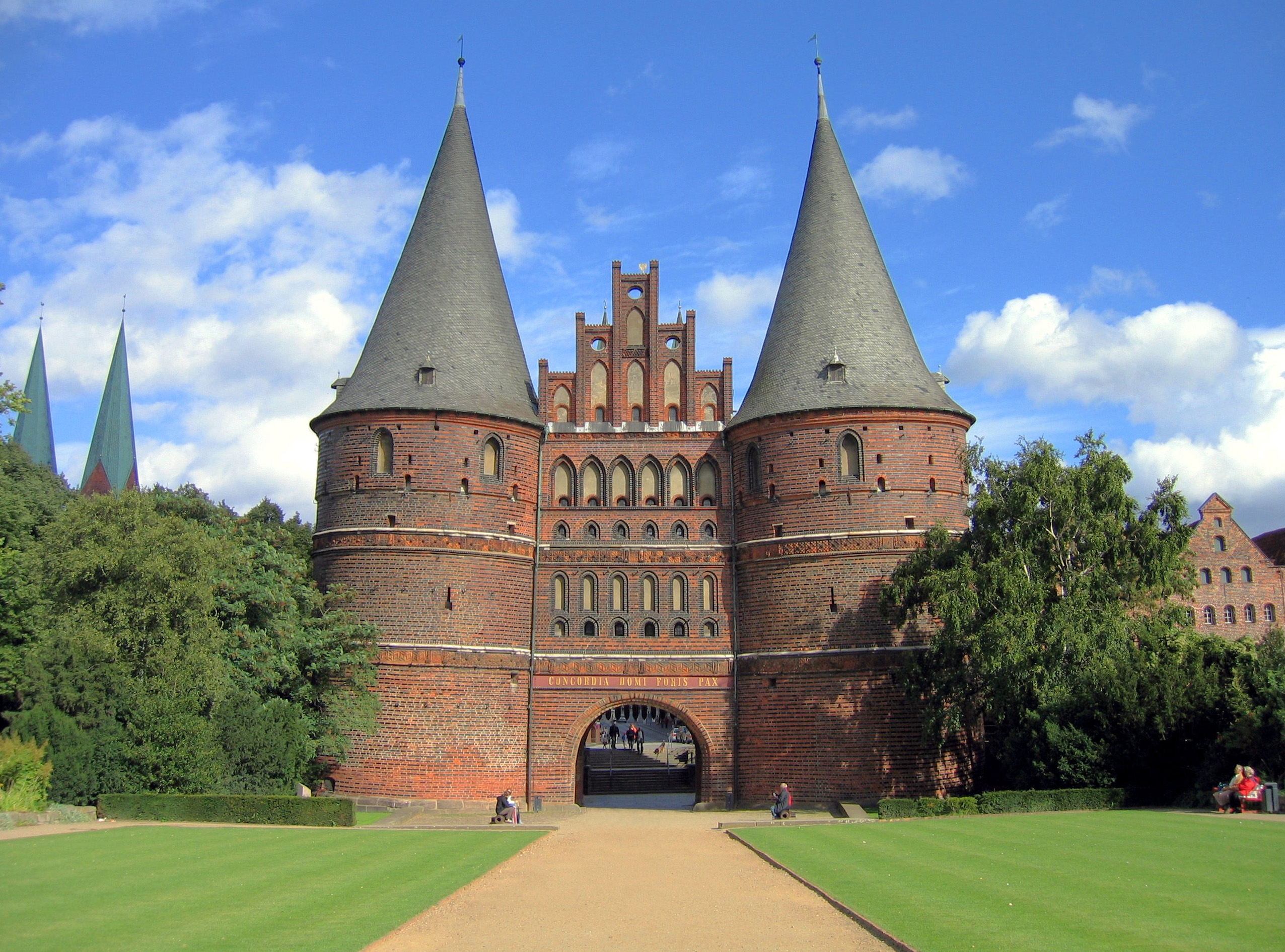
Brama Holsztyńska, widok od strony zachodniej

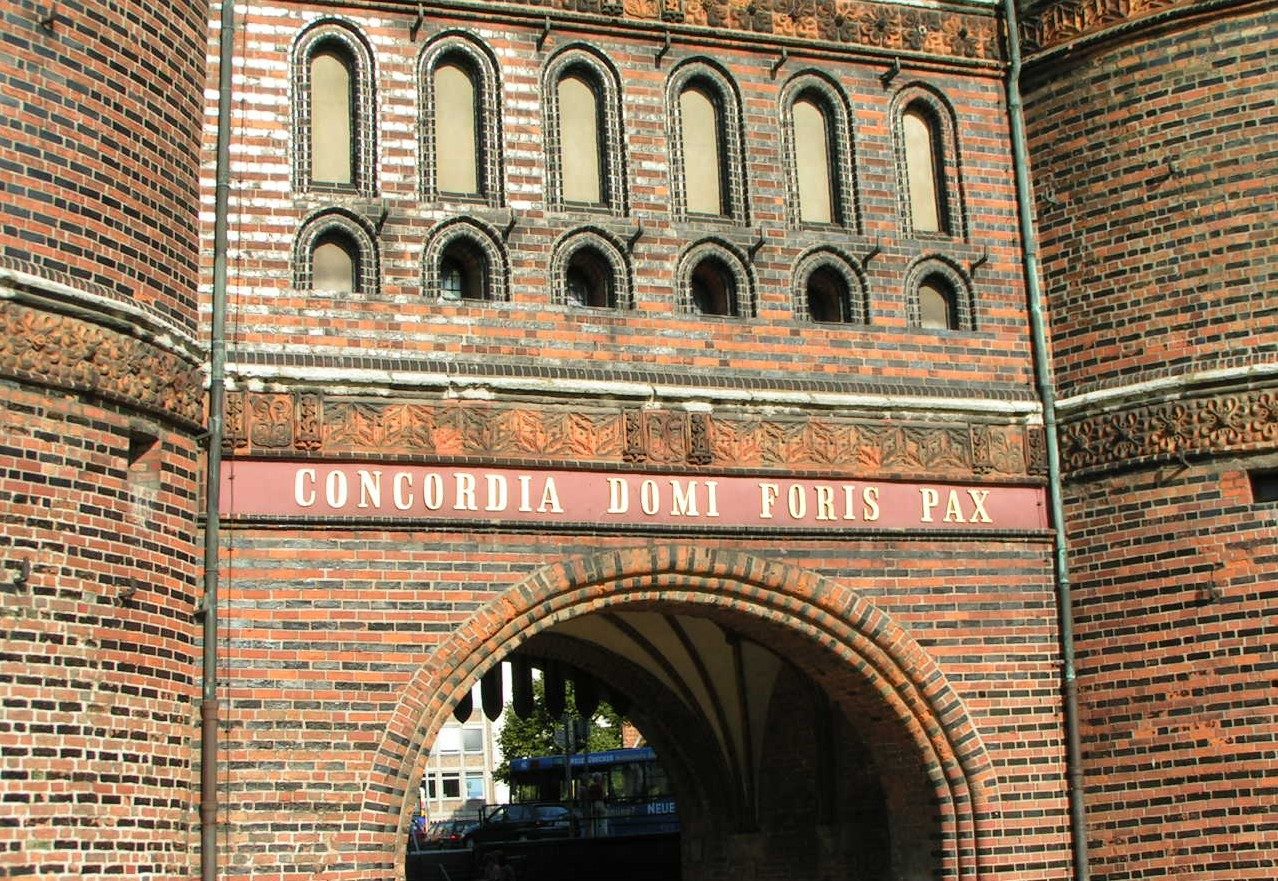
Napis na Bramie Holsztyńskiej od strony zachodniej

Strony miejska i polna różnią się znacznie od siebie. Strona wewnętrzna ozdobiona jest licznymi oknami. Po stronie polnej, bezpośrednio narażonej na ataki, dominują otwory strzelnicze. Również mury są tu znacznie grubsze: 3,5 metra w porównaniu z 1-metrowym murem po stronie miejskiej.
Po stronie polnej, na parterze, pierwszym i drugim piętrze obydwu wież znajdowały się pomieszczenia artyleryjskie. Pod koniec XIX w. ówczesny parter zapadł się na prawie 50 cm pod ziemię, co było spowodowane powolnym osiadaniem budowli i jej dużym odchyleniem od pionu. Na pierwszym piętrze obok wspomnianych pomieszczeń artyleryjskich, były jeszcze dwa mniejsze otwory strzelnicze. Małe otwory znajdują się również na ostatnim piętrze, skąd można było strzelać z broni ręcznej.
Część środkowa bramy nie posiada żadnych otworów strzelniczych. Jedynie nad przejściem znajdują się małe okna, z których można było wroga oblać smołą lub wrzątkiem.

### Wystrój
Bramę opasują dwa rzędy dekoracyjnych płytek z terakoty o boku 55 cm. Każda płytka ozdobiona jest jednym z trzech ornamentów: figurą heraldyczna złożoną z czterech kwiatów lilii (fr. fleur-de-lis), symetryczną kratką albo czterema listkami ostu. Symbole te nie są ułożone według jakiegoś określonego porządku. Mniej więcej po ośmiu płytkach z tym samym motywem pojawia się inna płytka w formie tarczy herbowej przedstawiającej herb Lubeki albo wizerunek drzewa. Tarcze te są podtrzymywane z obydwu stron przez ludzkie postaci.
Dekoracje terakotowe zostały odtworzone w czasie prac restauratorskich prowadzonych w latach 1865-1870. Tylko trzy z oryginalnych płytek zachowały się do dziś i można je oglądać w muzeum historii miasta. Nowe płytki oddają wprawdzie stare motywy, ale restauratorzy pozwolili sobie na dość dużą swobodę przy pracy. Stąd też na przykład herb Lubeki nie jest wierny oryginalnemu wzorowi.
Również szczyt nie został dokładnie odtworzony. W tym przypadku jednak nie można winą obarczać restauratorów, ponieważ w XIX w. szczyt w zasadzie już nie istniał a jego oryginalny projekt był nieznany. Obraz ołtarza w lubeckim Burgkloster pokazuje Bramę Holsztyńską z pięcioma wieżami na szczycie. Ponieważ jednak na tym samym obrazie umieszczono też wyimaginowany krajobraz z górami i lasami, wiarygodność tego przedstawienia jest podważana. Dzisiaj na szczycie bramy znajdują się trzy wieże, widoczne jedynie od strony wewnętrznej.

### Wnętrza
Wnętrza wież są urządzone w jednakowym stylu. Parter oraz pierwsze piętro są wysokie, podczas gdy wyższe piętra wyraźnie mniejsze. Pomiędzy częścią środkową a wieżami znajdują się wąskie, kręte schody (z każdej strony bramy). Poszczególne poziomy wież są połączone specjalnymi przejściami z piętrami części środkowej. W 1934 w czasie prowadzonych prac restauratorskich w wieży północnej usunięto sufit pomiędzy drugim a trzecim piętrem tak, że sale się tu znajdujące stworzyły jedno większe pomieszczenie. Nad pomieszczeniami artyleryjskimi zainstalowane były specjalne haki, do których przywiązywano armaty, by złagodzić siłę odrzutu przy wystrzałach. Armaty znajdujące się obecnie na drugim piętrze nie pochodzą z oryginalnego wyposażenia bramy.

## Historia

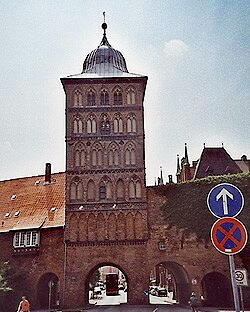
Brama Zamkowa (niem. Burgtor)

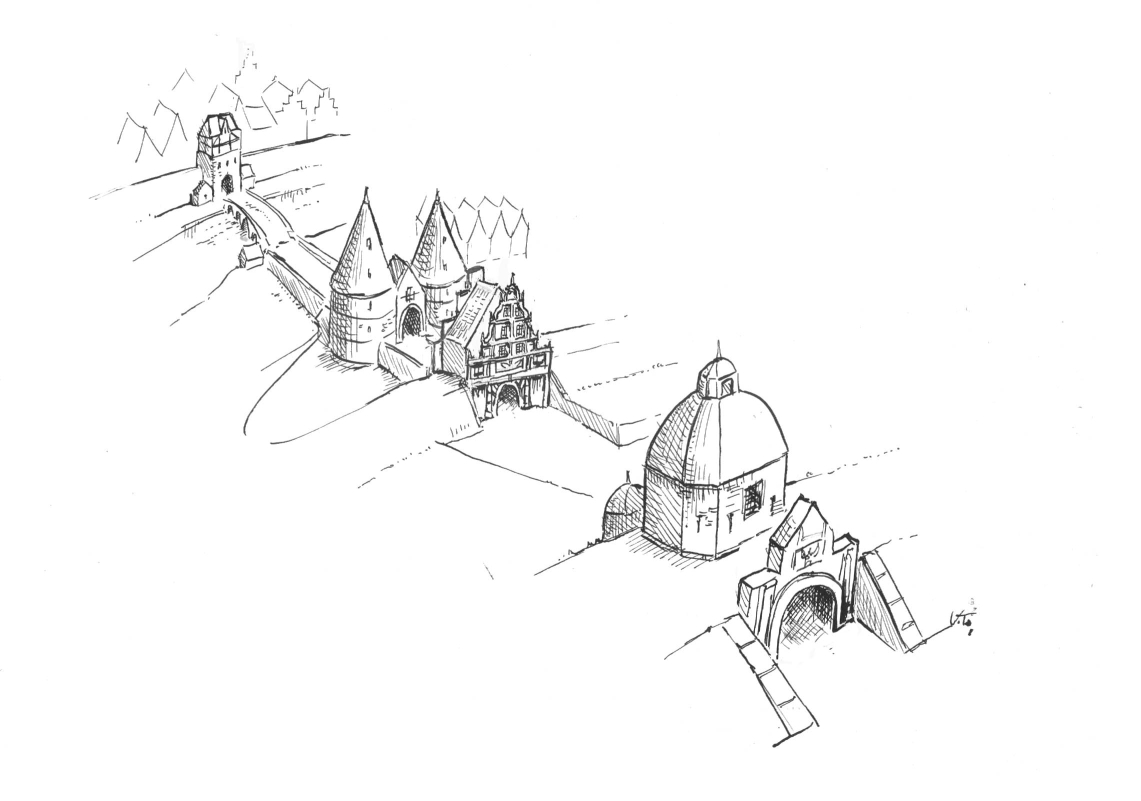
Bramy Holsztyńskie ok. 1700. Pierwsza z przodu to Druga Zewnętrzna Brama Holsztyńska, za którą mamy bramy: Pierwszą Zewnętrzną oraz Środkową. Po drugiej stronie mostu Holstenbrücke widać Wewnętrzną Bramę Holsztyńska

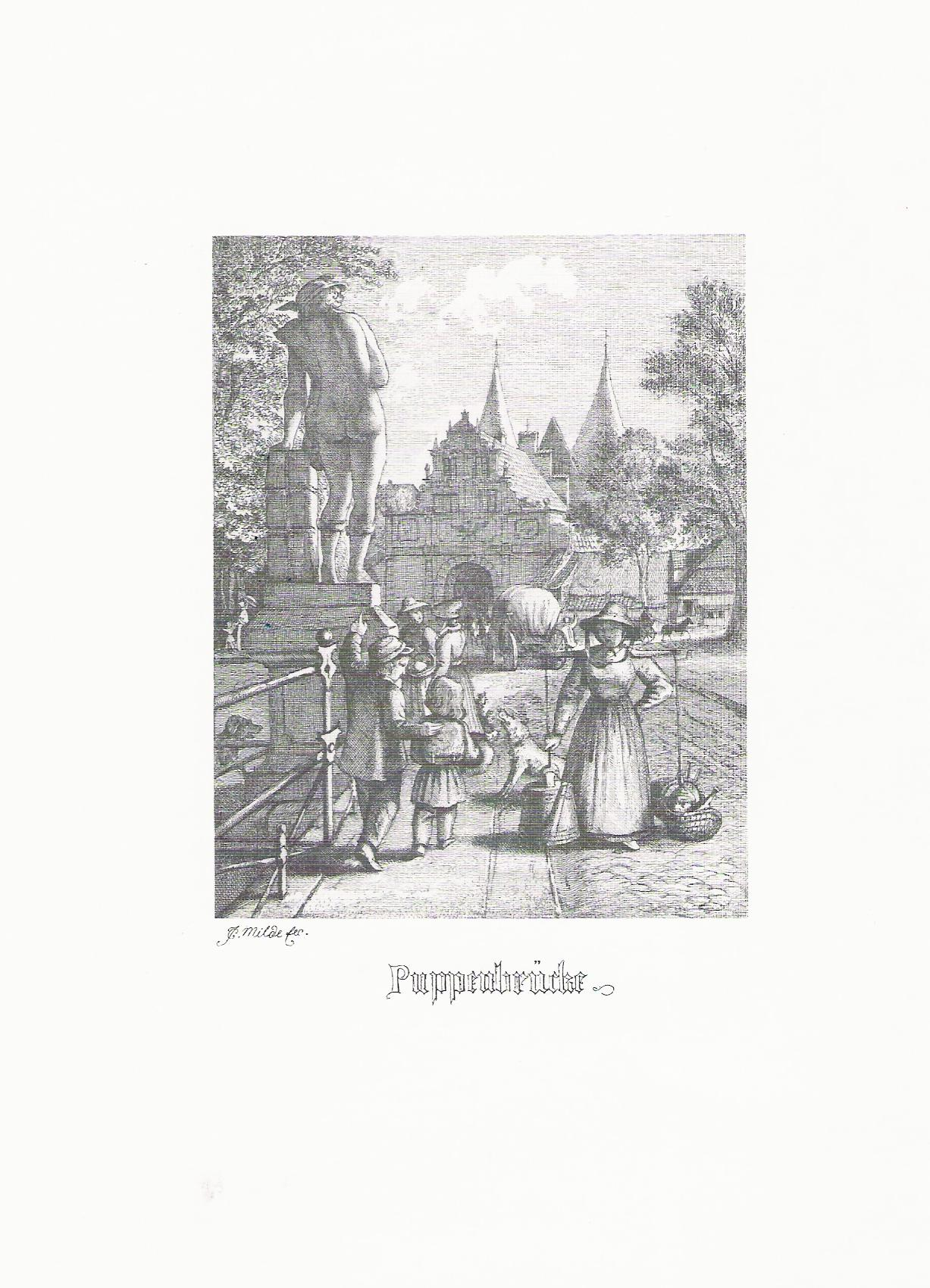
C. J. Milde: Merkury na moście Puppenbrücke, 1857

Bogate miasto, jakim stała się Lubeka, odczuwało potrzebę budowy grubych murów obronnych i potężnych umocnień, by chronić się przed najeźdźcami. Wjazdu do miasta strzegły już trzy bramy: Brama Zamkowa (niem. Burgtor) na północy, Brama Młyńska (niem. Mühlentor) od południa oraz Brama Holsztyńska (niem. Holstentor) od zachodu. Od wschodu miasto było chronione przez wysokie wody rzeki Wakenitz. Tu stała najmniej ufortyfikowana Hüxtertor.
Na początku bramy miejskie były prostymi budynkami, które w miarę upływu lat systematycznie umacniano, tak że w końcu każda z nich składała się z kilku elementów zewnętrznych i wewnętrznych.
Dzisiejsza Brama Zamkowa to brama wewnętrzna (bramy środkowa i zewnętrzna nie przetrwały do naszych czasów). Z trzech części Bramy Młyńskiej nie zachowała żadna. Aktualna Brama Holsztyńska to tzw. Środkowa Brama Holsztyńska. Historia Bramy Holsztyńskiej to w rzeczywistości opowieść o czterech bramach: wewnętrznej, środkowej oraz dwóch zewnętrznych.

### Wewnętrzna Brama Holsztyńska
Najstarsza Brama Holsztyńska (wewnętrzna) leżała bezpośrednio nad brzegiem Trave. Droga z miasta do Holsztyna wiodła przez bramę, a następnie przez drewniany most. Na podstawie relacji kronikarskich, uważa się, że most oraz brama zostały odnowione w 1376. Pojęcie o ówczesnym wyglądzie bramy, daje drewniana płaskorzeźba Eliasa Diebela (1552), który przedstawił bramę jako wieżę z drewnianą galerią w górnej części.
W XVII w. Wewnętrzna Brama Holsztyńska została zastąpiona prostą bramą z muru pruskiego połączoną z domem celników. Następnie w 1794 w miejsce bramy postawiono konstrukcję metalową, którą wyburzono w 1828. Wraz z bramą zburzono także siedzibę służby celnej oraz mury obronne wzdłuż Trave.
Spekuluje się, że po drugiej stronie Trave kiedyś również znajdowała się brama. Nic jednak bliżej na jej temat nie wiadomo.

### Środkowa Brama Holsztyńska
W XV w. kompleks bram stał się niewystarczający z obronnego punktu widzenia. Upowszechnienie się broni palnej oraz armat wymusiło dodatkowe umocnienia – zdecydowano się wybudować Zewnętrzną Bramę Holsztyńską, później znaną jako Środkowa Brama Holsztyńska, a obecnie jako Brama Holsztyńska.
Budowa bramy pod kierunkiem majstra Hinricha Helmstede trwała od 1464 do 1478. Wzniesiona została na usypanym wcześniej kopcu 7-metrowej wysokości. Już wtedy podłoże okazało się niestabilne. Południowa wieża zaczęła się obsuwać na grząskim gruncie. Próbowano temu przeciwdziałać, starając się zrekompensować odchylenie budynku jeszcze w trakcie budowy.

### Zewnętrzna Brama Holsztyńska
Zewnętrzna Brama Holsztyńska zwana była także Bramą Renesansową (niem. Renaissancetor), przedbramiem albo Krzywą Bramą. Została wzniesiona w 1585 na usypanym na zachód od bramy środkowej kopcu. Jej wschodnie wyjście znajdowało się zaledwie 20 metrów od bramy środkowej, tak że nowa budowla całkowicie zasłoniła starą bramę. Pomiędzy bramami powstała otoczona murem przestrzeń, tzw. międzymurze.
Przedbramie Środkowej Bramy Holsztyńskiej mogło wydawać się niepozorne w porównaniu z bramą właściwą, było jednak dobrze umocnione od strony polnej. Strona miejska była bardzo skromna. Przedbramie jako pierwsze w zespole bram otrzymało łacińską inskrypcję po stronie miejskiej: Pulchra res est pax foris et domi concordia – MDLXXXV (pol. Piękny jest pokój na zewnątrz i zgoda w domu-1585). Napis ten został później lekko zmieniony i przeniesiony na stronę polną: Concordia domi et foris pax sane res est omnium pulcherrima (pol. Zgoda w domu, pokój na zewnątrz są dla wszystkich najlepsze). Brama była połączona z domem strażnika, który troszczył się o utrzymanie zabudowań obronnych w należytym stanie.
Budowniczym Bramy Renesansowej był najprawdopodobniej majster Hermann von Rode, który projektując fasadę bramy wzorował się na podobnych budowlach holenderskich, np. bramie Nieuwe Oosterpoort w Hoorn. Brama stała 250 lat. Została zburzona w 1853, by zrobić miejsce pod budowę lubeckiego dworca kolejowego (niem. Lübscher Bahnhof). Dworzec nie przetrwał do naszych czasów. Obecny lubecki dworzec główny (niem. Lübeck Hauptbahnhof) stoi ok. 500 m na zachód od swojego poprzednika.

### Druga Zewnętrzna Brama Holsztyńska
Na początku XVII w. Lubeka rozbudowała system umocnień za fosą miejską. Pracami kierował niderlandzki budowniczy Johann von Brüssel. W 1621 wzniesiono czwartą bramę holsztyńską z ośmiokątną wieżą, doskonale wpasowaną w wysoki wał obronny. Na łukach bramnych znajdowały się następujące inskrypcje: Si deus pro nobis, quis contra nos (pol. Jeśli Bóg jest z nami, to któż przeciwko nam) po stronie miejskiej oraz Sub alis altissimi (pol. Pod ochroną Najwyższego) po stronie polnej. Przed bramą wybudowano most Puppenbrücke umożliwiający przejście nad fosą miejską. Brama powstała wprawdzie jako ostatnia w zespole bram holsztyńskich, ale jako pierwsza została zburzona (1808).

## Wyburzanie i restauracja w XIX w.
W okresie postępującej industrializacji obwarowania miejskie były uważane za barierę w dalszym rozwoju miasta. Na początku XIX w. zaczęto po kolei wyburzać poszczególne elementy fortyfikacji: Drugą Zewnętrzną Bramę Holsztyńską (1808), Wewnętrzną Bramę Holsztyńską (1828) oraz Zewnętrzną Bramę Holsztyńską(1853). Wyburzenie bramy środkowej wydawało się wtedy tylko kwestią czasu. W 1855 do senatu miasta wpłynął wniosek obywatelski (683 podpisy) wzywający do wyburzenia bramy, by zrobić miejsce pod nowe tory kolejowe.
Jednakże już w tym czasie ruch obrony zabytków był silny. Walka o utrzymanie bramy trwała bardzo długo. W końcu w 1863 r. podjęto ostateczną decyzję (przeważył jeden głos), by budowli nie tylko nie burzyć, ale by poddać ją gruntownej renowacji.
Brama była w bardzo złej kondycji, ponieważ wybudowana na grząskim gruncie, od lat zapadała się w ziemię. Część otworów strzelniczych znajdowała się już pół metra pod ziemią, a odchylenie budynku od pionu przybierało niebezpieczne wymiary. Doszło do tak drastycznych zmian w statyce budynku, że obawiano się zawalenia budowli. W 1871 przeprowadzono gruntowną restaurację budynku.
Po udanej restauracji lubeczanie zmienili swoje nastawienie do Bramy Holsztyńskiej. Budowla przestała być postrzegana jako szpetna ruina, lecz jako symbol świetnej przeszłości miasta. W 1901 znana lubecka firma produkująca marcepan – Niederegger – użyła wizerunku bramy w swoim znaku firmowym. Wiele innych firm poszło w jej ślady. W 1925 zjazd miast niemieckich (niem. Deutsche Städtetag) wybrał bramę na swój oficjalny znak.

## Restauracja 1933–1934

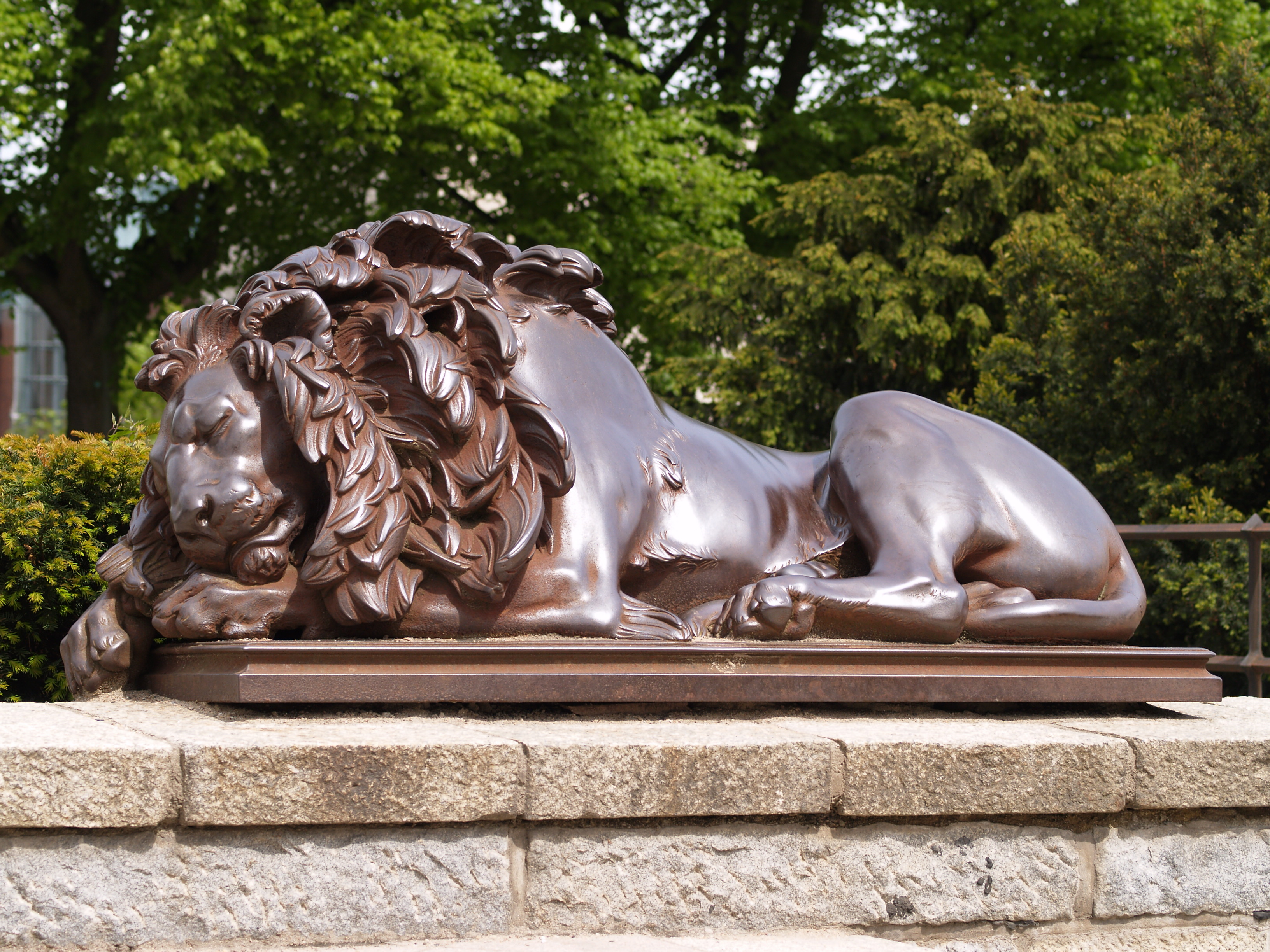
Żelazny lew przed Bramą Holsztyńską (lewa strona)

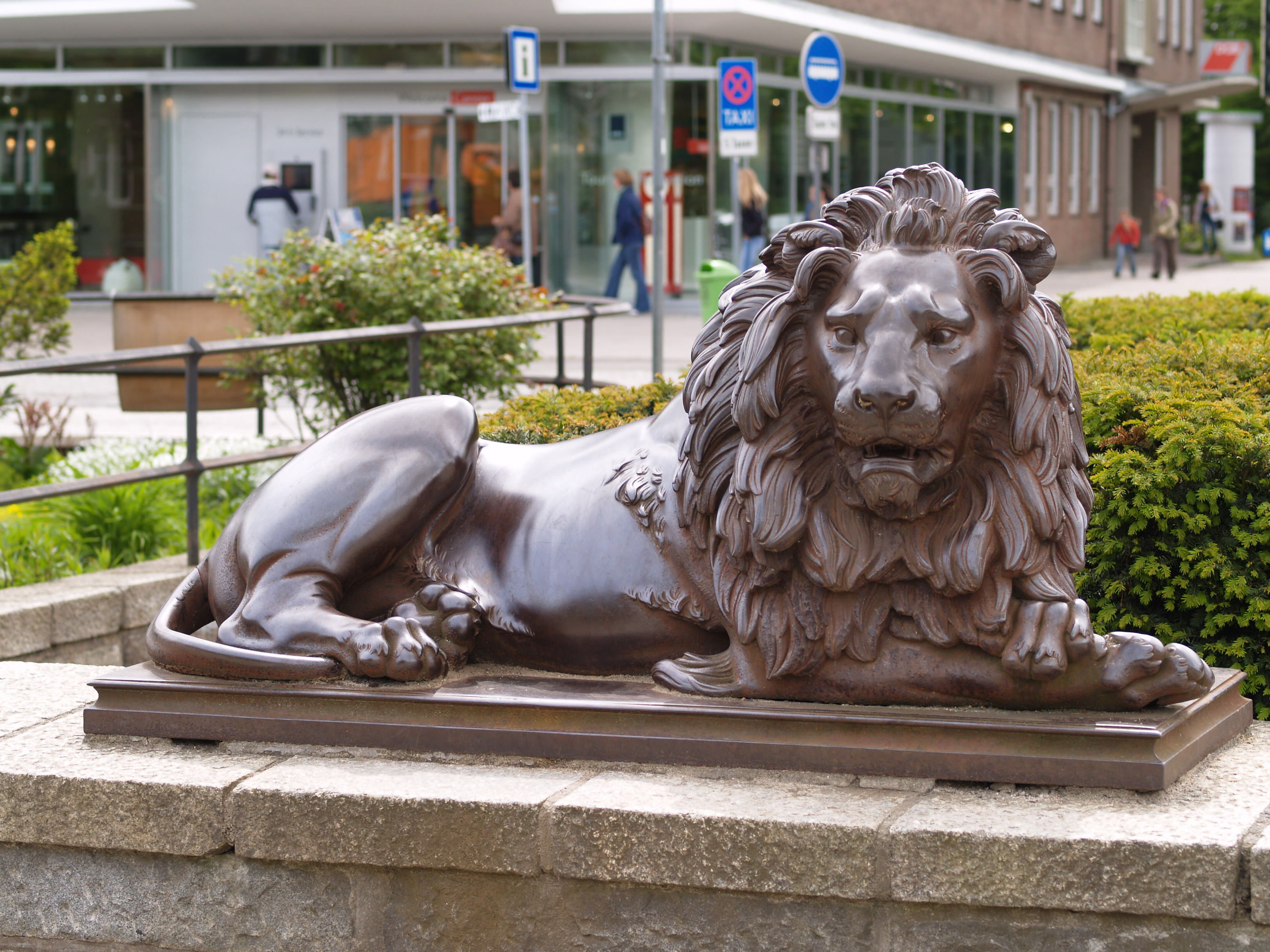
Żelazny lew przed Bramą Holsztyńską (prawa strona)

Na początku XX w. wieże odchylały się coraz bardziej, tak że znowu nie można było wykluczyć zawalenia. Niezbędna stała się kolejna renowacja, którą przeprowadzono w latach 1933-1934. By poprawić stabilność wież zainstalowano wtedy swoiste betonowo-stalowe kotwice. Przeprowadzono również zmiany, które nie odpowiadały oryginalnemu wyglądowi bramy, jak już wspomniane połączenie wyższych kondygnacji w wieży północnej.
Narodowi socjaliści urządzili w bramie muzeum Ruhmes- und Ehrenhalle, które miało ukazywać lubecką i niemiecką historię z punktu widzenia ideologii narodowego socjalizmu.

## Restauracja 2005–2006
Od marca 2005 do grudnia 2006 przeprowadzono kolejną restaurację Bramy Holsztyńskiej. Koszty prac wyniosły ponad 1 milion euro, przy czym kwota 498 tys. euro (początkowo zaplanowanych wydatków) pochodziła z Niemieckiej Fundacji Ochrony Zabytków (niem. Deutsche Stiftung Denkmalschutz) oraz z Fundacji Possehl (niem. Possehl-Stiftung). Pozostałe koszty pokryto ze zbiórek oraz darowizn firm i osób prywatnych.
W czasie prac nieznani sprawcy ukradli z bramy swastykę, zamontowaną tam w 1934. Była to ostatnia swastyka zachowana na budynku publicznym w Niemczech i miała zostać przykryta blachą. W miejscu skradzionej swastyki zamontowano tablicę z datą 2006 upamiętniającą prace restauratorskie.

## Brama Holsztyńska dzisiaj
Od 1950 w Bramie ponownie mieści się muzeum historii miasta Lubeki, które posiada kolekcję obiektów z dawnych Liubic; prezentuje modele rozwoju miasta w średniowieczu oraz modele statków hanzeatyckich. W 2002 muzeum zostało zmodernizowane. Od 2006 muzeum zarządzane jest przez Fundację Kultury Hanzeatyckiego Miasta Lubeka (niem. Kulturstiftung Hansestadt Lübeck).
Przed Bramą znajduje się mały park projektu Harriego Maasza, którego główną atrakcją są monumentalne posągi lwów autorstwa Christiana Daniela Raucha. Po drugiej stronie ulicy znajduje się brązowa statuetka antylopy Fritza Behna.
Wizerunek Bramy Holsztyńskiej wykorzystywany jest chętnie na banknotach i monetach: w latach 1962-1991 widniał na banknotach 50-markowych, a w 2006 umieszczono go na rewersie pamiątkowej monety 2 Euro. W 1948 brama pojawiła się też na znaczkach pocztowych. W 2000 wydano kolejny znaczek z jej wizerunkiem z serii „Atrakcje turystyczne” (niem. Sehenswürdigkeiten).

## Okolice Bramy Holsztyńskiej
Brama Holsztyńska leży pomiędzy głównym dworcem kolejowym Lubeki a centrum miasta. Sąsiaduje z historycznymi składami soli, siedzibą Niemieckiego Zrzeszenia Związków Zawodowych (DGB) oraz zabytkową Holstentorhalle, która w latach 2005-2007 dzięki środkom Fundacji Possehl została przebudowana na sale zajęć i ćwiczeń dla lubeckiej Wyższej Szkoły Muzycznej.

## Literatura dodatkowa
- J. Geist: Versuch das Holstentor zu Lübeck im Geiste etwas anzuheben. Berlin: Wagenbach, 1976. ISBN 3-8031-2012-8. (niem.). Brak numerów stron w książce
- W. Schadendorf: Das Holstentor. Lubeka: Weiland, 1977 1985. ISBN 3-87890-023-6. (niem.). Brak numerów stron w książce
- H. Draeger: Lübeck anschaulich – Geschichte erleben in einer alten Stadt. Hamburg: Convent, 2003. ISBN 3-934613-48-9. (niem.). Brak numerów stron w książce